# Puerto Santa Cruz
Puerto Santa Cruz ist die Hauptstadt des Departamento Corpen Aike in der Provinz Santa Cruz im Süden Argentiniens. 
Sie liegt am südlichen Rand des Mündungsdeltas des Río Santa Cruz, 40 Kilometer von Comandante Luis Piedra Buena entfernt. 16 Kilometer entfernt liegt Punta Quilla, ein Tiefwasserhafen an der Mündung des Flusses in den Atlantischen Ozean.

## Geschichte
Das Gründungsdatum des Ortes ist der 20. Januar 1908.